# Parklife (노래)
〈Parklife〉는 블러의 1994년 음반 《Parklife》의 타이틀곡이다. 이 음반의 세 번째 싱글로 발매되었을 때, 〈Parklife〉는 영국 싱글 차트 10위, 아일랜드에서 30위에 올랐다. 이 곡은 이 곡의 뮤직비디오에도 등장하는 배우 필 대니얼스가 내레이션을 맡은 구절 속에 구어체의 요소를 담고 있는 것으로 유명하다. 합창단은 리드 싱어 데이먼 알번이 부른다.
이 곡은 1995년 브릿 어워드에서 올해의 브리티시 싱글과 올해의 브리티시 비디오를 수상했으며, 2012년 브릿 어워드에서도 상연되었다. 영국군 근위대 밴드들은 2012년 하계 올림픽 폐막식에서 〈Parklife〉를 공연했다. 이 곡은 브릿팝의 결정적인 곡 중 하나이며, 2003년 컴필레이션 음반 《Live Forever: The Rise and Fall of Brit Pop》에 수록되어 있다.

## 인증
| 국가                               | 인증     | 판매량/출하량 |
| ---------------------------------- | -------- | ------------- |
| 영국 (BPI)                         | 플래티넘 | 600,000       |
| 판매량+스트리밍을 기반으로 한 인증 |          |               |